# Folke Magnus Puke
Folke Magnus Puke, tidigare af Puke, född 20 november 1797, död 11 september 1857 i Skeppsholms församling, Stockholm, var en svensk greve, hovman och militär.

## Biografi
Folke Magnus Puke föddes 1797. Han var son till Johan af Puke och Christina Charlotta Giertta. Puke blev 29 september 1809 kadett vid Militärhögskolan Karlberg med avgång från krigsakademin 10 februari 1810. Han blev färedter underlöjtnant vid örlogsfartyget lottan och 11 maj 1818 löjtnant. Puke blev 1 december 1824 premiärlöjtnant vid Kungliga majestäts flotta och 26 januari 1831 kammarherre. Han blev 27 juli 1833 kapten vid flottan och tilldelades 1 december 1835 riddare av Svärdsorden. Puke blev 28 maj 1842 kommendörkapten, 6 april 1852 konteramiral och chef för förvaltningen av sjöärendena och upphöjdes 7 mars 1854 till grevlig värdighet efter brodern greve Erik Adam Pukes död. Han tilldelades 18 december 1854 kommendör av Svärdsorden och blev i februari 1855 ordförande i Riddarhusdirektionen. Puke avled i kolera 1857 i Stockholm och slöt därmed adliga ätten af Puke samt grevliga ätten Puke.

### Familj
Puke gifte sig 11 mars 1828 i Karlskrona med friherrinnan Gustava Charlotta Amalia Stiernstedt (1805–1862), dotter till majoren och överadjutanten friherre Samuel Peter Stiernstedt och friherrinnan Sofia Charlotta von Gedda. Gustava Charlotta Amalia Stiernstedt var änka efter översten friherre Adolf Lagerbielke.

## Utmärkelser
- Riddare av Svärdsorden,  1 december 1835[1]
- Kommendör av Svärdsorden,  18 december 1854[1]

[Redigera Wikidata]